# Geografía de la Unión Europea
La geografía de la Unión Europea (UE) toma en cuenta varios factores: en primer lugar la geografía física y su evolución a través de su ampliación, y su geografía humana, es decir, su organización (la organización urbana, rural, o política, etc.), la riqueza (económica, cultural, etc.), que, al igual que la geografía física, está sujeta a cambios relacionados con sus ampliaciones. La geografía de la UE también tiene en cuenta las regiones de ultramar de la Unión y, en menor medida, los territorios dependientes de la Unión sin ser parte de ella.
El territorio de la UE no es el mismo que el de Europa, ya que, en primer lugar, hay estados europeos que se encuentran fuera de la UE, como Reino Unido, Islandia, Suiza y Noruega. La UE sólo está formada por los 27 países europeos soberanos independientes que se conocen como los Estados de la Unión o Estados miembros cuya superficie combinada —con algunas excepciones— cubre un área de 4 237 473 km². Además, con 53 563,9 km de largo, la UE tiene la tercera costa más larga del mundo.
Algunos Estados miembros poseen territorios fuera del continente europeo, los cuales pueden formar parte de la Unión; son denominados generalmente regiones ultraperiféricas o territorios de ultramar. Además, ciertos territorios europeos de los Estados miembros no forman parte de la UE (por ejemplo, las Islas Feroe). Tampoco forman parte de la UE varios territorios situados fuera del continente asociados a los Estados miembros (por ejemplo, Groenlandia, Aruba, las Antillas Neerlandesas y las Colectividades Territoriales francesas). Por el contrario, sí hay ciertos territorios de ultramar que son parte de la UE pese a estar situados fuera del continente europeo, como las Azores, Islas Canarias, Ceuta, Melilla, Guayana Francesa, Guadalupe, Madeira, Martinica, San Martín, La Reunión y Mayotte.
Por otra parte, la combinación de los Estados miembros comparte fronteras terrestres con 21 estados no miembros. Así, en Europa la UE tiene fronteras con Noruega, Rusia, Bielorrusia, Ucrania, Moldavia, Reino Unido, Suiza, Liechtenstein, Andorra, Mónaco, San Marino, Ciudad del Vaticano, Turquía, Macedonia del Norte, Bosnia y Herzegovina, Albania, Montenegro y Serbia. Por último, tiene fronteras con: San Martín en el mar Caribe; Brasil y Surinam en América del Sur y con Marruecos en África.
La evolución territorial de la UE se inició en los años 1950 cuando fue fundada por seis países de Europa occidental (Francia, Alemania, Italia, Bélgica, Países Bajos, y Luxemburgo) y se amplió en seis ocasiones, por los cuatro puntos cardinales de la geografía europea. Sin embargo, hasta la entrada en vigor del Tratado de Lisboa, que este contiene un procedimiento formal para la retirada, no se especificaba cómo un país podía salir de la Unión (aunque Groenlandia, un territorio de Dinamarca, se retiró en 1985 siendo necesario para ello la modificación de varios tratados). Es así que tras la salida del Reino Unido de la Unión Europea en 2020, la organización está compuesta de veintiuna repúblicas y seis monarquías, de las cuales cinco son reinos y una es un ducado (Luxemburgo).
En cuanto a jurisdicción sobre el mar, un Estado miembro de la Unión, Francia (con más de 11 millones de km²), tiene la más extensa zona económica exclusiva del mundo.

## Ubicación
La Unión tiene una superficie de 4 237 473 km². (ocupa el puesto séptimo en el mundo, tras Australia y por delante de la India).
Situada en el continente europeo, se extiende desde el paralelo 35 norte en el Mediterráneo hasta más allá del círculo polar ártico en Escandinavia, y desde el océano Atlántico al oeste hasta el meridiano 30 este. La Unión está limitada al sur con el mar Mediterráneo, excepto en los Balcanes occidentales (con los que es fronteriza Croacia, un Estado miembro). En el norte, la Unión está bordeada por el mar Báltico (al que incluye), el mar del Norte y el norte del océano Atlántico. Se extiende además, considerando únicamente la parte europea, por tres zonas horarias: desde UTC ±0 hasta UTC +2.
La Unión Europea también tiene territorios de ultramar como regiones ultraperiféricas. Posee algunos territorios en el continente americano (la Guayana francesa, Martinica y Guadalupe); en el océano Índico (la isla de Reunión); y en el continente africano (con las islas portuguesas y españolas que son, respectivamente, Madeira y las Islas Canarias y también las ciudades autónomas españolas de Ceuta y Melilla). El archipiélago de las Azores, en el medio del océano Atlántico, es también parte de la UE.
Aún quedan preguntas sobre la existencia de límites absolutos a la Unión Europea que pondrían fin al proceso de ampliación. El principal problema se plantea con respecto a la candidatura de Turquía. Europa es una península de Eurasia, cuyos límites sur y este "tradicionales", los Montes Urales y el Cáucaso, son objeto de discusión. Esta definición no toma en cuenta el Cáucaso Sur: por ejemplo, mientras que estados como Georgia, Armenia o Azerbaiyán, son considerados como parte de Europa, Turquía es a menudo excluida. El expresidente francés Valéry Giscard d'Estaing creía que Europa terminaba en el Bósforo y que Turquía, que sólo posee un pequeño territorio en la "parte europea" del Bósforo, no puede ser incluida. Chipre, situada al sur de Turquía y a la altura de la costa de Siria, no planteó estas cuestiones durante su acceso (por sus vínculos históricos, culturales y lingüísticos con Grecia), aunque de acuerdo con este punto de vista geográfico se sitúa también en Asia.

## Composición

### Estados miembros
Los Estados miembros de la Unión Europea, conocidos por los medios como los Ventisiete, son los Estados soberanos que forman dicha organización. Su número ha aumentado desde los seis Estados fundadores a los veintisiete que actualmente integran la Unión: Alemania, Austria, Bélgica, Bulgaria, Chipre, Croacia, Dinamarca, Eslovaquia, Eslovenia, España, Estonia, Finlandia, Francia, Grecia, Hungría, Irlanda, Italia, Letonia, Lituania, Luxemburgo, Malta, Países Bajos, Polonia, Portugal, República Checa, Rumania y Suecia. Este incremento se debe a que la Unión ha experimentado sucesivas ampliaciones que han extendido sus fronteras hasta abarcar en la actualidad la mayor parte del territorio continental.
Todos los Estados miembros son partes de los Tratados constitutivos, que son el Tratado de la Unión Europea (TUE) y el Tratado de Funcionamiento de la Unión Europea (TFUE). Sin embargo, estos países difieren entre sí en su historia, cultura, población, geografía, modelo político y territorial de gobierno, e incluso forma de Estado (veintiún repúblicas y seis monarquías), aunque a lo largo de la historia de la Unión Europea han demostrado estar vinculados entre sí por el compromiso político, económico, jurídico, social y cultural que deriva del proceso de integración europea, asumido por todos más recientemente en el marco de los Tratados constitutivos.
Puede formar parte de la Unión cualquier país europeo que cumpla los criterios de Copenhague que establecen la obligatoriedad de que el Estado posea un gobierno democrático y una economía mixta de libre mercado, además de reconocer los derechos y libertades de los ciudadanos, entre otros requisitos. Ahora bien, la bandera de la Unión Europea (círculo de doce estrellas amarillas sobre fondo azul) fue adoptada por la entonces Comunidad Económica Europea en 1985, y su número de estrellas ha sido y será invariablemente doce, es decir, no tiene relación con el número de Estados de la Unión.
Por otra parte, desde la firma del Tratado de Lisboa cualquier Estado miembro que lo desee puede solicitar la retirada de la UE. Es así que el gobierno del Reino Unido, tras el referéndum de 2016, realizó los preparativos para invocar el artículo 50 del Tratado de la Unión Europea con que inició formalmente el proceso para la salida del Reino Unido de la Unión Europea (Brexit) que se hizo efectiva el 1 de febrero de 2020. Sin embargo Groenlandia, como territorio, ya se había retirado de la Comunidad Europea tras un proceso desarrollado a mediados de los años 1980 al conseguir mayor autonomía de un Estado miembro (Dinamarca).

### Territorios especiales
Los territorios especiales de la Unión Europea son territorios dependientes de sus Estados que, por razones históricas, geográficas o políticas, gozan de un estatus especial dentro o fuera de la Unión. Además de los territorios dependientes, existen otros países o territorios asociados en los que tanto los ciudadanos de la Unión, como los de esos países o territorios, disfrutan de ciertas ventajas o derechos comunes. Este es el caso de los países de la AELC o los microestados europeos.
| Regiones especiales por Estado                                                  |
| ------------------------------------------------------------------------------- |
| Alemania: Büsingen am Hochrhein y Heligoland.                                   |
| Italia: Campione d'Italia y Livigno.                                            |
| España: Ceuta, Melilla y Plazas de soberanía.                                   |
| Finlandia: Åland                                                                |
| Grecia: Monte Athos                                                             |
| Regiones ultraperiféricas                                                       |
| Francia: Guayana Francesa, Guadalupe, Martinica, Mayotte, Reunión y San Martín. |
| España: Canarias.                                                               |
| Portugal: Azores y Madeira.                                                     |

| Países y territorios de ultramar |
| --- |
| Francia: Nueva Caledonia, Polinesia Francesa, San Bartolomé, San Pedro y Miquelón, Tierras Australes y Antárticas Francesas, Wallis y Futuna. |
| Reino de los Países Bajos: Aruba, Curazao, San Martín e Islas BES. |
| Reino de Dinamarca: Groenlandia. |
| Casos especiales |
| Territorios con los Tratados suspendidos |
| Chipre: Chipre del Norte |
| Territorios Antárticos: Tierra Adelia |
| Territorios no incluidos |
| Francia: Isla Clipperton |
| Reino de Dinamarca: Islas Feroe |
| Países o territorios asociados |
| Países de la AELC: Islandia, Liechtenstein, Noruega (excepto Svalbard y dependencias antárticas), y Suiza. Territorios del Reino Unido vinculados parcialmente a la Unión: Irlanda del Norte, Gibraltar. Acrotiri y Dhekelia, Otros países asociados: Andorra, Mónaco, San Marino, y Ciudad del Vaticano. |

Los territorios especiales de la UE se agrupan en diferentes categorías: las regiones especiales, que forman parte de la Unión, pero que por sus características geográficas o culturales, cuentan con ciertas exenciones en la aplicación del derecho de la UE; las regiones ultraperiféricas, que por su lejanía de la Europa continental disfrutan de ciertas ventajas como una fiscalidad más baja; los territorios de ultramar, que no forman parte de la Unión, pero que pueden beneficiarse de la asociación con la UE.
En lo referente a las regiones especiales, algunos municipios tienen este estatuto por razones geográficas o históricas. Hay, ante todo, los exclaves alemán e italiano, respectivamente Büsingen am Hochrhein y Campione d'Italia, Suiza, además de la localidad italiana de Livigno que se beneficia de un estatuto extraterritorial desde el siglo XIX aunque no es un exclave. También alemana es la isla Helgoland que, aunque miembro de la UE, está excluida de la unión aduanera y no está sujeta a régimen fiscal alemán. Igualmente las ciudades autónomas de Ceuta y Melilla y las plazas de soberanía españolas en África tienen un estatuto especial respecto al IVA, la PAC y la PPC. También Åland, que se encuentran en continuidad con las zonas económicas exclusivas de Suecia y Finlandia, ambos miembros de la Unión, disfruta de una amplia autonomía. Finalmente el caso del Monte Athos en Grecia es único ya que forma parte del espacio Schengen y de la UE, solo un permiso autoriza la entrada en su territorio y además el acceso está prohibido a toda criatura femenina (excepto gallinas y gatas).
Las regiones ultraperiféricas por su parte dependen de tres Estados miembros: una de España, dos de Portugal, y seis de Francia. A España pertenecen las africanas Islas Canarias en el océano Atlántico noroccidental. De Portugal son las dos regiones autónomas de Azores y Madeira, situadas en el océano Atlántico noroccidental, lejos de las costas africanas, pero aun más lejos de las costas europeas. Y son de Francia, sus cinco departamentos de ultramar: la Guayana francesa en el noreste sudamericano; Guadalupe y Martinica en el este caribeño; Reunión y Mayotte en el sudoeste índico; y la colectividad de ultramar de San Martín en las Antillas, que no ha cambiado de estatuto a nivel comunitario desde que se separó de Guadalupe en 2007.
En cuanto a los países y territorios de ultramar (PTU), estos son las dependencias y territorios de ultramar de los Estados miembros que no forman parte de la Unión, sino que tiene un estatuto de asociados a los Estados miembros desde el Tratado de Lisboa. También hay regiones de los Estados miembros en los que toda la legislación de la UE no se aplica. Su estatuto es entonces, a veces próxima a la de los PTU, pero no tienen los fondos estructurales específicos asignados a los PTU y las regiones ultraperiféricas (RUP). Legalmente, estas regiones forma parte del territorio de la Unión Europea.
También existen territorios en la que la aplicación de los tratados europeos está suspendida. Este es el caso de los territorios antárticos reclamados por Francia, que no están reconocidos internacionalmente y que en aplicación del Tratado Antártico queda suspendida cualquier reclamación territorial y la aplicación de cualquier derecho nacional, así como Chipre del Norte, territorio ocupado por Turquía, pero reconocido internacionalmente como perteneciente a Chipre, aunque Chipre no tiene ningún control sobre ese territorio. Por lo tanto la legislación de la UE no se aplica en Chipre del Norte (no reconocida internacionalmente) aunque es parte del territorio jurídico de la Unión, y cuyos ciudadanos (que no sólo votó a favor de la adhesión de Chipre a la Unión Europea, sino también para la unificación de Chipre, a diferencia de sus vecinos del sur de la isla) son también los votantes de los representantes chipriotas en el Parlamento Europeo. Se trata como una excepción en el Tratado de adhesión de Chipre (como medida de precaución) esperando una evolución en las negociaciones entre las dos Repúblicas.

## Geografía física

### Relieve
La organización del relieve de la Unión Europea es compleja y determina, en parte, la distribución humana y económica en la Unión.
El medio ambiente europeo han sufrido de la antropización. A pesar de la complejidad del relieve de la Unión, las distancias se redujeron durante mucho tiempo gracias a los transportes. El punto más alto es el Mont Blanc, en la frontera entre Francia e Italia, que se eleva a 4810,45 metros. El río Danubio, el primer río de la Unión Europea, aunque no es completamente en la UE, es el 27° río más largo del mundo, navegando por 2875 kilómetros. El lago Vänern, Suecia, es el lago más grande de la UE con una superficie de 5650 km² y una profundidad máxima de 106 metros.
Los países de la Unión Europea con mayor superficie de bosques son Suecia con más de 28 mil hectáreas, Francia con más de 25 mil ha, Finlandia con más de 22 mil ha., España con más de 18 mil ha. y Noruega con más de 12 mil de ha.
Las principales penínsulas de la Unión Europea son la península escandinava, la península ibérica, la península balcánica, la península itálica, la península de Bretaña, y la península de Jutlandia, entre otras. 
| Cima             | Montaña          | Estado         | Altitud (m) |
| ---------------- | ---------------- | -------------- | ----------- |
| Mont Blanc       | Alpes            | Francia Italia | 4810        |
| Teide            | Tenerife         | España         | 3718        |
| Mulhacén         | Sierra Nevada    | España         | 3480        |
| Aneto            | Pirineos         | España         | 3404        |
| Etna             | Sicilia          | Italia         | 3350        |
| Piton des Neiges | Piton des Neiges | Francia        | 3070        |
| Musala           | Rila             | Bulgaria       | 2925        |
| Monte Olimpo     | Olimpo           | Grecia         | 2918        |
| Vihren           | Pirin            | Bulgaria       | 2915        |
| Triglav          | Gorenjska        | Eslovenia      | 2864        |

| Isla      | Ubicación    | Estado              | Superficie (km²) |
| --------- | ------------ | ------------------- | ---------------- |
| Irlanda   | Atlántico    | Irlanda Reino Unido | 81 635           |
| Sicilia   | Mediterráneo | Italia              | 25 711           |
| Cerdeña   | Mediterráneo | Italia              | 24 090           |
| Chipre    | Mediterráneo | Chipre              | 9251             |
| Córcega   | Mediterráneo | Francia             | 8680             |
| Creta     | Mediterráneo | Grecia              | 8336             |
| Eubea     | Mediterráneo | Grecia              | 3684             |
| Mallorca  | Mediterráneo | España              | 3625             |
| Gotlandia | Báltico      | Suecia              | 3140             |

#### Los Alpes
Los Alpes forman una larga cordillera que domina Europa Central, incluyendo partes de Italia, Francia, Suiza, Liechtenstein, Austria, Eslovenia, Alemania y (si se incluye la sierra Günser Gebirge o el Ödenburger Gebirge en los Alpes) Hungría. En algunas zonas, como en el borde de la cuenca del Po, el límite de la cordillera no deja lugar a dudas, pero donde los Alpes limitan con otras regiones montañosas o con colinas, la frontera puede ser más difícil de trazar. Estas cordilleras vecinas son los Apeninos, el Macizo Central, el Jura, la Selva Negra, la Böhmerwald, los Cárpatos y las montañas de la península balcánica.
El límite entre los Apeninos y los Alpes se señala normalmente en el Colle di Cadibona, a 435 m s. n. m., sobre Savona en la costa italiana.
El río Ródano forma un claro límite entre los Alpes formados tectónicamente del Macizo Central, formado en gran medida volcánicamente. Si se va corriente arriba, el Ródano tuerce hacia el este cerca de Lyon, y forma parte del límite entre los Alpes y el Jura que acaba en el lago Ginebra. Una zona de llanura va desde aquí al lago Neuchâtel, continuando la frontera, con el Jura al noroeste y los Alpes al sureste. Desde el lago Neuchâtel a su confluencia con el Rin, el Aar forma el límite.
La Selva Negra está separada de los Alpes por el Rin y el lago Constanza, pero la delimitación exacta es difícil en la Alemania meridional, donde la tierra va alzándose suavemente para encontrar las montañas (conocido en alemán como Schwäbisch-Bayerisches Alpenvorland, los "Prealpes suabo-bávaros").
En Austria, el Danubio corre al norte de los Alpes, separándolos de la mayor parte de la Böhmerwald, aunque algunas pequeñas zonas, como el Dunkelsteiner Wald al sur de Wachau, pertenecen geológicamente a la Selva de Bohemia (Böhmerwald) a pesar de estar al sur del Danubio. El Wienerwald cerca de Viena forma la esquina noreste de los Alpes, y aquí el Danubio pasa por su punto más cercano a los Alpes (véase Cuenca Vienesa).
Al este de Viena, sólo el Marchfeld, un terreno inundable de 30 km de ancho separa la parte más oriental de los Alpes de los Pequeños Cárpatos. Después de Viena, la Llanura Panónica una gran zona de estepa se encuentra con el borde de los Alpes, señalando claramente el límite oriental de la cordillera.
La extensión más suroriental de los Alpes se encuentra en Eslovenia, incluyendo Pohorje, los Alpes Kámnicos y los Alpes Julianos (estos últimos compartidos con Italia). La ciudad de Idrija puede tomarse como punto de referencia para la línea que divide los Alpes al norte y la meseta de Karst al sur, que luego lleva a las montañas de los Balcanes.
El resto del límite meridional de los Alpes está claramente marcado por el río Po y su cuenca.

#### Región Nórdica

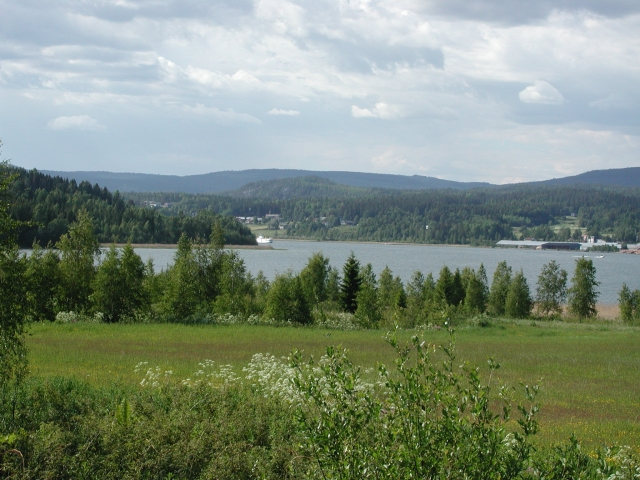
La Costa Alta.

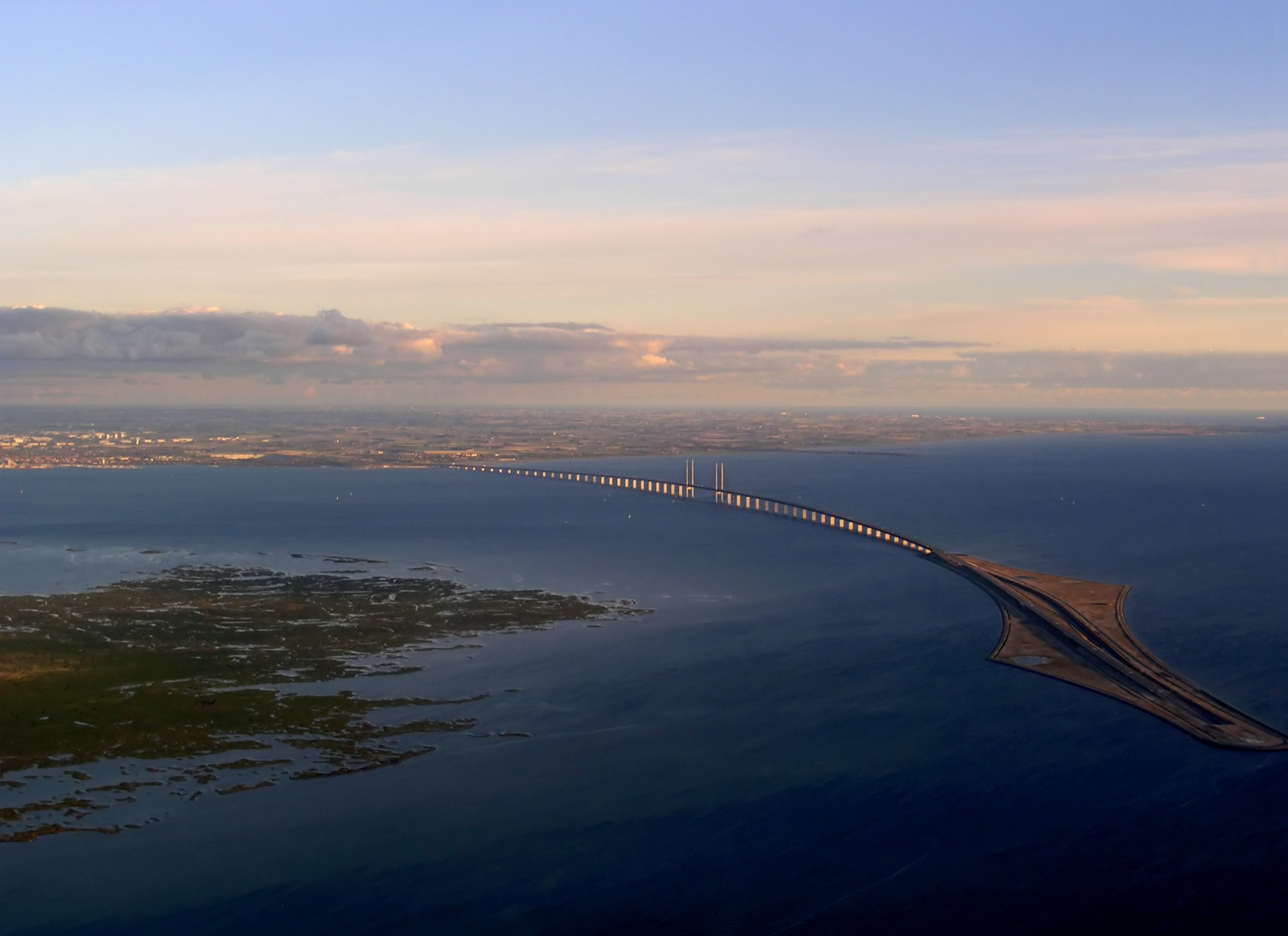
El estrecho de Oresund con el pont de l'Øresund y la isla Peberholm.

Varios grupos de relieve, más o menos grandes, se suceden del norte al sur: la primera es una parte de los Alpes escandinavos. Situado en gran parte en Noruega, los Alpes escandinavos se extienden desde el norte de Finlandia, forman una curva a lo largo de la frontera con Noruega para terminarse pocos kilómetros al norte del lago Vänern. La combinación de la ubicación y de la humedad del norte del océano Atlántico cerca causó la formación de muchos campos de hielo y glaciares.
Laponia se ubica en la zona de transición entre los Alpes escandinavos y las llanuras del sur de Finlandia y Suecia., Más al sur, el paisaje se compone todavía de llanuras costeras, llamada Ostrobothnia, con colinas en el centro y el este., Es, en algunos lugares, montañoso, pero por lo general se compone de grandes llanuras bastante planas. Esta región tiene miles de lagos e islas., El lago Saimaa, el segundo más grande en la Unión, está allí. En el suroeste de Finlandia, ya lo largo de la costa sur del golfo de Finlandia son las islas, principalmente las islas Åland. El territorio del estado está ocupado principalmente por bosques boreales que cubren alrededor del 77 % del territorio finlandés. Al contrario, el país dispone de muy poca tierra cultivable, que representan solo el 9 % de la superficie terrestre.
La costa sueco-finlandesa del golfo de Botnia se llama "Costa Alta", que recauda más de 9 mm por año. Este rebote isostático es un fenómeno resultante de la fusión de los glaciares. El resultado de este fenómeno, ya 9600 años, el suelo es alta 285 m de altitud en la que se encuentra la mayor línea costera formada en este momento.
En el otro lado del mar Báltico es la llanura del sur de Suecia. Empieza en una pequeña zona costera frente al golfo de Botnia (específicamente la región de la costa de Norrland), se expanden para ocupar toda la parte sur de la península escandinava. Más al sur, el área ocupada por los bosques disminuye y tierras agrícolas aparecen. La región es, al igual que el sur de Finlandia, rica en lago con especialmente el lago el más grande de la Unión, el lago Vänern.

#### Gran llanura europea
La gran llanura europea se extiende desde los Pirineos y la costa francesa del golfo de Vizcaya en el oeste hasta los montes Urales de Rusia en el este. Sus costas son bañadas en el oeste y el noroeste por las aguas de la cuenca del Atlántico, al noreste la cuenca del Ártico, y al sureste la cuenca del Mediterráneo. El tramo occidental es algo más estrecho debido a las formaciones montañosas del Macizo Central y las mesetas de Europa Central, elevando en gran altura hacia las cumbres de los Alpes y los Cárpatos. Hacia el noroeste a través del Canal de la Mancha se incluyen las islas británicas como una estribación de esta llanura, también se considera parte de ésta a la península de Jutlandia mientras que la península escandinava, formaría parte de la ecorregión Fennoscandia.
Desde el golfo de Finlandia al norte de Polonia se encuentra una pequeña parte de la llanura europea oriental. En Estonia, esta llanura es, en su mayoría parte, pantanosa y a menudo inundado en la primavera. Numerosos lagos están en este región como el lago Peipus, en la frontera con Rusia. Más al sur, en Letonia, se encuentra el golfo de Riga, poco profundo y aislado parcialmente del resto del Báltico por las islas estonias de Saaremaa y Hiiumaa. El resto del territorio es predominantemente llano, con algunas colinas en el este. El terreno del sur de los países bálticos, en Lituania, se ve acentuada por las tierras altas de Samogitia y la cuenca del Río Niemen. Por último, una parte de la costa de Lituania se encuentra en una estrecha franja de arena grande de 0,4 a 4 km, el istmo de Curlandia.
Al norte de Polonia empieza la llanura nordeuropea que se extiende desde el mar Báltico hasta el mar del Norte (donde hay la laguna de Szczecin, la del Vístula y la laguna de Curlandia) vía Dinamarca. Allí, la llanura del Norte de Europa está separada del sur de Suecia por el estrecho de Oresund. Al sur, la llanura está limitada por las tierras altas y las montañas de Polonia, de República Checa y de Alemania. Su terreno es relativamente llano, atravesado por ríos como el Vístula, el Elba o el Rin. Al oeste, la llanura se extiende por la llanura de Flandes, que a veces se confunde con la llanura del norte de Europa.
Más al oeste, más allá de las colinas de Artois, que es el límite, las llanuras de Flandes se extienden por la cuenca de París incluyendo el norte de Francia, Luxemburgo y el suroeste de Alemania, desde el macizo armoricano a los Vosgos y las Ardenas y el Macizo Central. El terreno es principalmente consistido de llanuras atravesada por ríos como la Sena, que ocupa la vertiente norte de la cuenca de París. Más al sur, parte de la cuenca del Loira también se incluye en la cuenca de París.
Al suroeste de Francia, limitada al norte por el macizo armoricano y la cuenca de París, al oeste por el mar Cantábrico, al este por el macizo central y al sur por los Pirineos, se encuentra la cuenca de Aquitania. Es atravesado por el Garona y el Adur entre los cuales se halla el bosque de las Landas. Este espacio es el límite sudeste de la gran llanura europea.

### Hidrografía
La estructura hidrográfica radial del terreno que facilita la interconexión de ríos mediante canales, se debe al carácter peninsular del continente y por ello la mayoría de los ríos fluyen hacia el exterior desde el centro del continente.
El río más largo es el Danubio, con 2860 km de longitud. El segundo río más largo es el Rin, con 1326 km de longitud y que desemboca en Róterdam. El Elba, el Vístula, el Loira y el Tajo, también sobrepasan los 1000 km. El Sena desemboca en el canal de la Mancha. El Loira, el Tajo, los ríos Guadalquivir, Guadiana, Duero y Garona desembocan en el Atlántico; el Mosa y el Elba desembocan en el mar del Norte; el Óder, el Nemunas y el Vístula desembocan en el Báltico; el Ebro y el Ródano desembocan en el Mediterráneo.
El sistema lacustre Saimaa al SE de Finlandia, cuenta con más de 120 lagos comunicados entre sí (4400 km²). Peipus es una extensión lacustre de Estonia y Rusia, que ocupa gran parte de la frontera entre ambos Estados (2670 km² de superficie). Otros lagos importantes son el Lemán o Ginebra (582 km²), Constanza, Neuchatel (217,9 km²), Mayor (212 km²), y Müritz (110 km²).
| Nombre del lago/⁮embalse           | Superficie (km²) | Longitud (km) | Profundidad (m) | País(es)         |
| --------------------------------- | ---------------- | ------------- | --------------- | ---------------- |
| Lago Vänern                       | 5545             | 140           | 106             | Suecia           |
| Lago Saimaa                       | 4377             |               | 85              | Finlandia        |
| Lago Peipus                       | 3555             | 130           | 13              | Estonia Rusia    |
| Lago Vättern                      | 1893             |               | 119             | Suecia           |
| Laguna de Curlandia               | 1619             | 85            | 5,8             | Lituania Rusia   |
| Lago Mälar                        | 1140             | 115           | 66              | Suecia           |
| IJsselmeer                        | 1100             |               |                 | Países Bajos     |
| Lago Päijänne                     | 1080             | 120           | 95              | Finlandia        |
| Lago Inari                        | 1040             | 80            | 92              | Finlandia        |
| Lago Pielinen                     | 894              |               |                 | Finlandia        |
| Lago Oulu                         | 887              |               |                 | Finlandia        |
| Laguna del Vístula                | 838              | 90            | 5,2             | Polonia Rusia    |
| Lago Pihlajavesi                  | 713              |               |                 | Finlandia        |
| Lago de Marker                    | 700              |               |                 | Países Bajos     |
| Laguna de Szczecin                | 687              | 52            | 6               | Alemania Polonia |
| Lago Balaton                      | 592              |               |                 | Hungría          |
| Lago Lemán                        | 581              |               |                 | Francia Suiza    |
| Laguna de Venecia                 | 550              |               |                 | Italia           |
| Notas: 1. 2. 3. 4. 5. 6. 7. 8. 9. |                  |               |                 |                  |

## Clima
Existen cuatro climas importantes en la UE: el clima mediterráneo, el clima marítimo (costa oeste), el clima seco (latitudes medias), y el clima continental húmedo. También encontramos, en regiones del norte, el clima de los bosques boreales y el clima de tundra.
Aunque gran parte de la UE está situada en latitudes septentrionales, los mares que rodean el territorio y la corriente del Golfo proporcionan un clima moderado, con inviernos fríos y veranos templados. En el mediterráneo los meses de verano suelen ser calurosos.
Riesgos climáticos
Las inundaciones de los colectores europeos son el riesgo de causa atmosférica más importante en Europa. Conviven dos realidades, los desbordamientos masivos de los grandes ríos (Rin, Mosa, Danubio, Oder, Vístula, Neisse, ríos rusos), causados por lluvias abundantes y continuadas o deshielos rápidos y, por otro lado, las avenidas e inundaciones relámpago de los ríos mediterráneos causadas por lluvias muy fuertes y torrenciales en poco intervalo de tiempo. 
En los países mediterráneos europeos los episodios de lluvia intensa otoñal provocan los desbordamientos de ríos, rieras y barrancos. Su origen se relaciona con la existencia de una orla montañosa terciaria que confiere carácter de cubeta rodeada de relieves, al sector occidental del Mediterráneo; a la intensa ocupación de llanuras litorales y la presencia, en esa época del año, de aguas marinas cálidas, premisa indispensable para la formación de grandes conjuntos conectivos. De manera que las situaciones de inestabilidad atmosférica se saldan con registros de precipitación abundantes y de elevada intensidad horaria, y la crecida, a veces desaforada, de ríos y barrancos. La localidad de Jávea (España) ostenta el récord europeo de precipitación máxima en 24 h: 871 mm, el 2 de octubre de 1957. Destacan las inundaciones de septiembre de 1963 en Cataluña, de octubre de 1982 en Valencia y Alicante, o las de septiembre de 1992 en el sur de Francia. Durante esta última se contabilizaron 63 muertos en las regiones de Vaucluse, Ardèche y La Dame.
Las sequías en Europa tienen su área de mayor riesgo en los países mediterráneos, debido a la mayor frecuencia que presentan, algunos años, las situaciones atmosféricas de dorsal subtropical que imponen condiciones de estabilidad absoluta con penuria de precipitaciones. Los volúmenes de lluvia de los años secos no alcanzan, en ocasiones, el 50 %de la media. Grecia, el sur de Italia y, sobre todo, la península ibérica, son las áreas europeas más afectadas por este riesgo, que causa graves daños en la agricultura y problemas de abastecimiento público de agua. 
Relacionado con precipitaciones de nieve en zonas de montaña se encuentra el riesgo de avalanchas de nieve o aludes. Los aludes se producen con precipitaciones de nieve abundantes caídas en breve intervalo. No obstante, el riesgo de aludes, además de la abundancia de nieve, depende, en gran medida, de las condiciones topográficas del área afectada; y, junto a ello, una vez que la masa de nieve está presta para desprenderse, la temperatura ambiente y el viento son los factores desencadenantes de su derrumbamiento. La orla montañosa alpina es el área más afectada por estos destacados eventos, sobresaliendo la avalancha de 1916 en el Tirol austríaco, que causó la muerte de 10 000 personas, y la de Blons, en 1954, también en Austria, con 380 muertos. Más recientes son las avalanchas de Saas-Fee (Suiza) que causó 88 muertos en 1962, la de Val-d'Isère (40 muertos, en 1970) o las ocurridas entre febrero y abril de 1999 en Francia (Chamonix) y diversos valles de los Alpes austríacos con más de 30 muertos.

## Centro geográfico
Como la Unión Europea ha crecido a lo largo de cincuenta años, el centro geográfico se movió con cada expansión. Los cálculos de un centro geográfico se hicieron por el Instituto Nacional de Geografía (IGN) de Francia desde al menos el año 1987.
El punto geográfico de la Unión Europea no queda libre de disputas, tampoco. Si algunos puntos extremos diferentes de la Unión Europea, como algunas islas del océano Atlántico, se toman en consideración este punto se calcula en diferentes ubicaciones. La mayor parte de ellas se encuentran hoy en Alemania.

## Fronteras
La Unión Europea tiene fronteras terrestres con diecinueve estados (es decir 12 440,8 kilómetros), incluyendo diez que están enclavados en su interior. La mayor frontera entre la Unión y otros países es la que separa de Noruega con una longitud de 2348 km, a la que le sigue la frontera con Rusia, que mide 2257 km.
Otras fronteras principales son las que tiene con Ucrania que con una longitud de 1257 km (y que se divide en dos partes debido a la presencia de Moldavia con la que la Unión comparte una frontera de 450 km) y con Bielorrusia que mide 1050 km. Otras fronteras importantes en términos de longitud, son aquellas que se encuentran entre la UE y Brasil con 730,4 km, Surinam con 510 km y Turquía con 446 km. La UE tiene una frontera de 15,9 kilómetros de largo con Marruecos (Ceuta, Melilla, así como algunos otros pequeños territorios españoles en África. Después de la salida del Reino Unido de la Unión, nuevas fronteras terrestres fueron creadas: 499 km con Irlanda y 1,2 km entre el territorio británico de Gibraltar y España.
También hay límites "internos" en la UE debido a la presencia de Estados que no pertenecen a la UE pero se encuentran rodeados por sus Estados miembros. Entre estos países isolados en la UE, dos son costeros: el enclave de Kaliningrado perteneciente a Rusia, y el Principado de Mónaco. El exclave ruso de Kaliningrado, que comparten una frontera con la Unión de 437 km de largo (longitud incluida en la frontera de 2257 kilómetros arriba). A fin de facilitar la vida de los habitantes del óblast, la Comisión Europea ha propuesto el 29 de julio de 2011 que se amplien a todas las personas la oportunidad de ir a Polonia y Lituania sin visa Schengen. La zona en cuestión se encuentra a 30 kilómetros de la frontera o a 50 km en casos excepcionales. El Principado de Mónaco tiene una frontera de 4,4 kilómetros con la Unión (190 km si se tiene en cuenta el hecho que sus aguas territoriales son rodeada por las aguas territoriales de la UE).
Suiza es un Estado sin litoral; sin embargo, se beneficia, desde la Convención de Mannheim de 1868, de las "aguas internacionales" que se extienden del último puente del Rin hasta el mar del Norte. Sin embargo, sigue sin salida al mar. Su frontera con la UE mide 1811 kilómetros. Liechtenstein, un pequeño estado fronterizo de Suiza, sin litoral y sin acceso al mar, tiene una frontera de 34,9 km con la UE.
Andorra es un estado sin salida al mar en el Pirineo y sin acceso al mar. Su frontera con la UE mide 120,3 km. En la bota italiana, dos estados pequeños tienen salida al mar, sin acceso al mar: la Santa Sede, o el Estado de la Ciudad del Vaticano, que comparte una frontera con la Unión de 3,2 km, y San Marino cuyo frontera mide 39 km.
Los Balcanes occidentales forman un conjunto encerrado en la UE. Albania tiene 282 km y Macedonia del Norte y Serbia tienen 394 km y 945 km de fronteras, respectivamente, con la UE. Además, dos países de los Balcanes occidentales tienen fronteras comunes con la UE desde la entrada de Croacia en 2013, aunque siguen rodeados por ella: se trata de Bosnia-Herzegovina y Montenegro. Kosovo es el único país balcánico sin frontera con la UE (este último estado, sin acceso al mar, no es reconocido unánimemente por la comunidad internacional, véase reconocimiento internacional de la independencia de Kosovo).
Existe una frontera de facto entre Chipre y la República Turca del Norte de Chipre pero este último estado no es reconocido internacionalmente (véase Relaciones exteriores).
En América del Sur la Guayana Francesa limita con Surinam y Brasil. Además en el Caribe, San Martín de Francia, limita con Sint Maarten (San Martín) de los Países Bajos que está fuera de la Unión.
La UE tiene fronteras marítimas con varios países. Estas fronteras son la continuidad marítima de las fronteras terrestres o completamente en el mar. Las fronteras exclusivamente marítimas incluyen:
- Argelia con España, Francia e Italia;
- Antigua y Barbuda con Guadalupe;
- Barbados con Martinica;
- Dominica con Guadalupe y Martinica;
- Egipto con Grecia y Chipre;
- las islas del Canal con Francia;
- las islas Feroe con Dinamarca;
- la isla de Man con Irlanda;
- Israel con Chipre;
- el Líbano con Chipre;
- Libia con Grecia, Italia y Malta;
- Mauricio con Reunión;
- Montenegro con Italia;
- Santa Lucía con Martinica;
- Siria con Chipre;
- Túnez con Italia y Malta;
- Venezuela con Guadalupe y Martinica.

## Flora

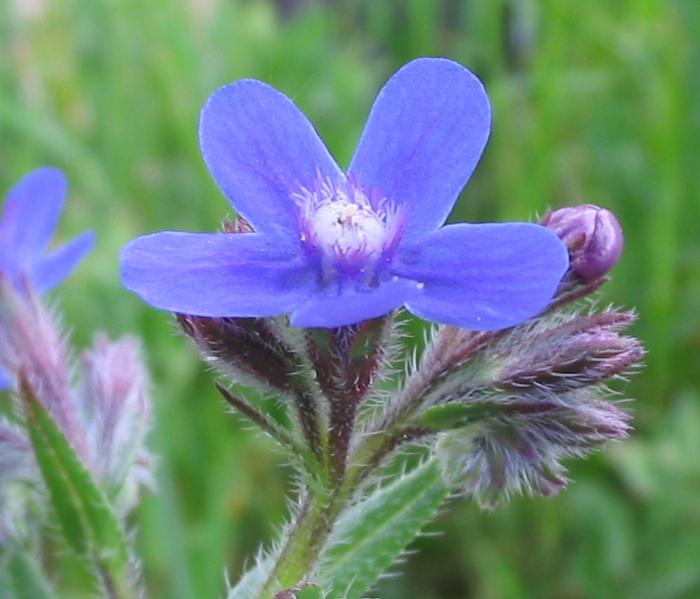
Anchusa azurea.

El territorio estaba en su origen mayoritariamente cubierto de bosques. Sin embargo la flora ha sido transformada por la expansión humana y únicamente los bosques de las zonas montañosas más septentrionales se han preservado. Actualmente la UE está cubierta en su mayoría de bosques plantados. Los países de la Unión Europea con mayor extensión de bosques son Suecia (28 073 000 hectáreas), Francia (25 333 000 ha.) y Finlandia (22 218 000 ha.). La mayor parte de la gran llanura europea está cubierta de praderas y zonas de hierbas.
Durante la Guerra Fría, se estableció una separación entre las dos zonas de influencia en el continente. En esta separación se creó por motivos políticos y militares una «tierra de nadie». A pesar de no ser la intención de origen, se fueron desarrollando, protegidas de las intervenciones del ser humano, especies vegetales raras e incluso en vías de extinción. Esta zona recibe el nombre de «franja de vida». Guayana Francesa tiene más de 8 millones de hectáreas cubiertas con la abundante vegetación de la selva tropical sudamericana.

## Fauna

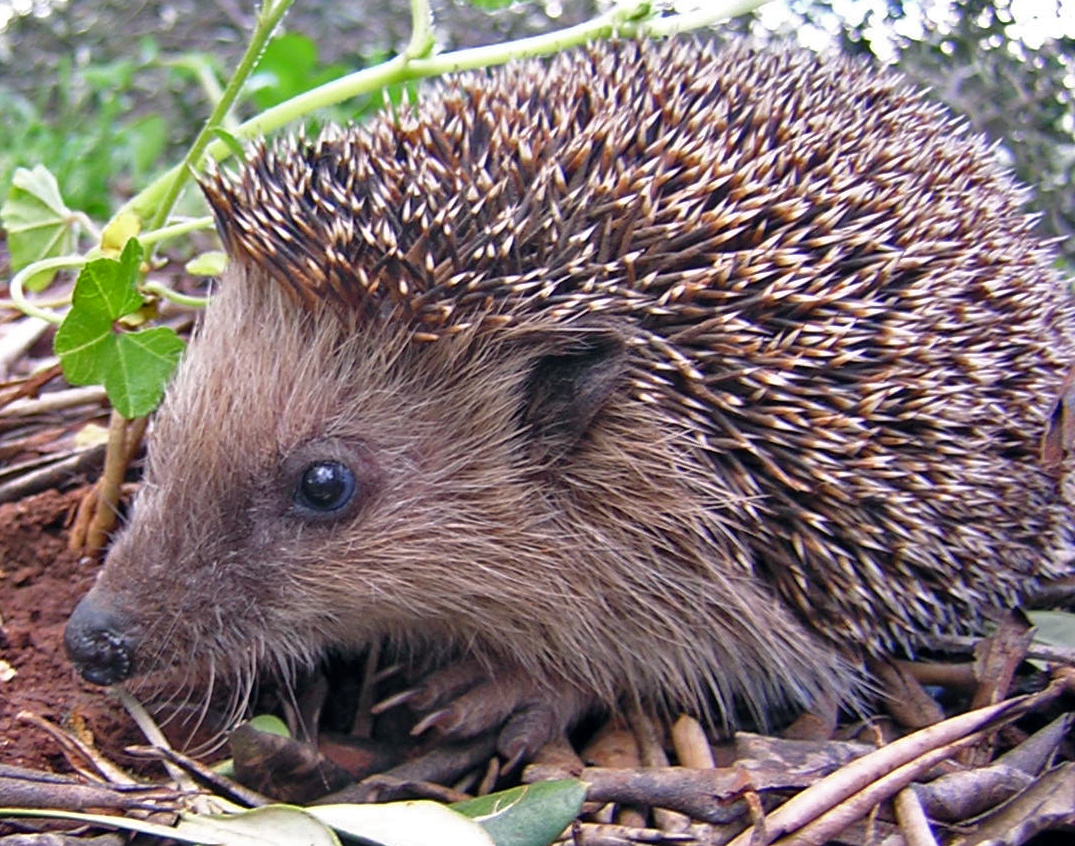
Erizo común.

Europa fue hogar del alce, el ciervo, el bisonte, el jabalí, el lobo y el oso. Sin embargo numerosas especies animales se han extinguido o reducido su número debido principalmente a la expansión humana. El ciervo, el lince, el lobo y el oso se pueden encontrar aun en Escandinavia. El íbice vive en las cumbres más altas de los Alpes y la cabra montés en las de la península ibérica. Todavía hay animales como la comadreja, la liebre, el erizo común, el zorro, la ardilla, el águila, el ruiseñor, el búho y el gorrión. En el Rin ha vuelto el salmón tras varias décadas de haberse extinguido.

## Recursos minerales
Aun existen yacimientos de carbón en la región del Ruhr, Francia, Polonia, Bélgica, la República Checa y España; y de hierro en Lorena. El mar del Norte posee importantes reservas de petróleo y gas natural, que son explotadas en su mayoría por Alemania, los Países Bajos y el Reino Unido.